# (5873) Archilochos
(5873) Archilochos ist ein Asteroid des Hauptgürtels, der am 26. September 1989 von den belgischen Astronomen Eric Walter Elst am La-Silla-Observatorium (IAU-Code 809) der Europäischen Südsternwarte entdeckt wurde.
Der Asteroid wurde nach dem griechischen Schriftsteller Archilochos (~ 680 v. Chr.; † ~ 645 v. Chr.) benannt, der als frühester formvollendeter griechischer Lyriker galt und in der Antike hinsichtlich seiner Bedeutung sogar dem Epiker Homer gleichgestellt wurde.